# Do You Realize??
«Do You Realize?» es una canción de la banda de indie rock The Flaming Lips. Fue lanzado en agosto de 2002 como el primer sencillo de su décimo álbum Yoshimi Battles the Pink Robots. Está considerado como una de las canciones más accesibles y populares del grupo. El video musical fue dirigido por Mark Pellington. Alcanzó el número 32 en la lista de sencillos del Reino Unido. y fue adoptado como la Canción Oficial de Rock del estado de Oklahoma desde 2009 hasta abril de 2013.

## Antecedentes y grabación
En una entrevista con la revista Mojo, Coyne reveló que esta canción se originó cuando pararon por algún tiempo las grabaciones del álbum para tomarse un breve descanso. Steven Drozd estaba luchando, en ese entonces, por dejar su adicción a la heroína, por lo que este tiempo fuera de la banda sería muy difícil para él. Cuando Wayne Coyne, quien había perdido recientemente a su padre, escuchó llorar a su compañero de banda, unió ambas experiencias para escribir la canción.

## Lista de canciones
- 7"[5]

1. «Do You Realize??»
2. «Up Above the Daily Hum»

- CD1[5]

1. «Do You Realize??»
2. «If I Go Mad/Funeral in My Head»
3. «Syrtis Major»

- CD2[5]

1. «Do You Realize??»
2. «Up Above the Daily Hum»
3. «Xanthe Terra»

- DVD sencillo[5]

1. «Do You Realize??» (video)
2. «Do You Realize??» (audio)
3. «The Southern Oklahoma Trigger Contest»
4. «Noodling Theme» (Epic Sunset Mix #5)